# Cementação

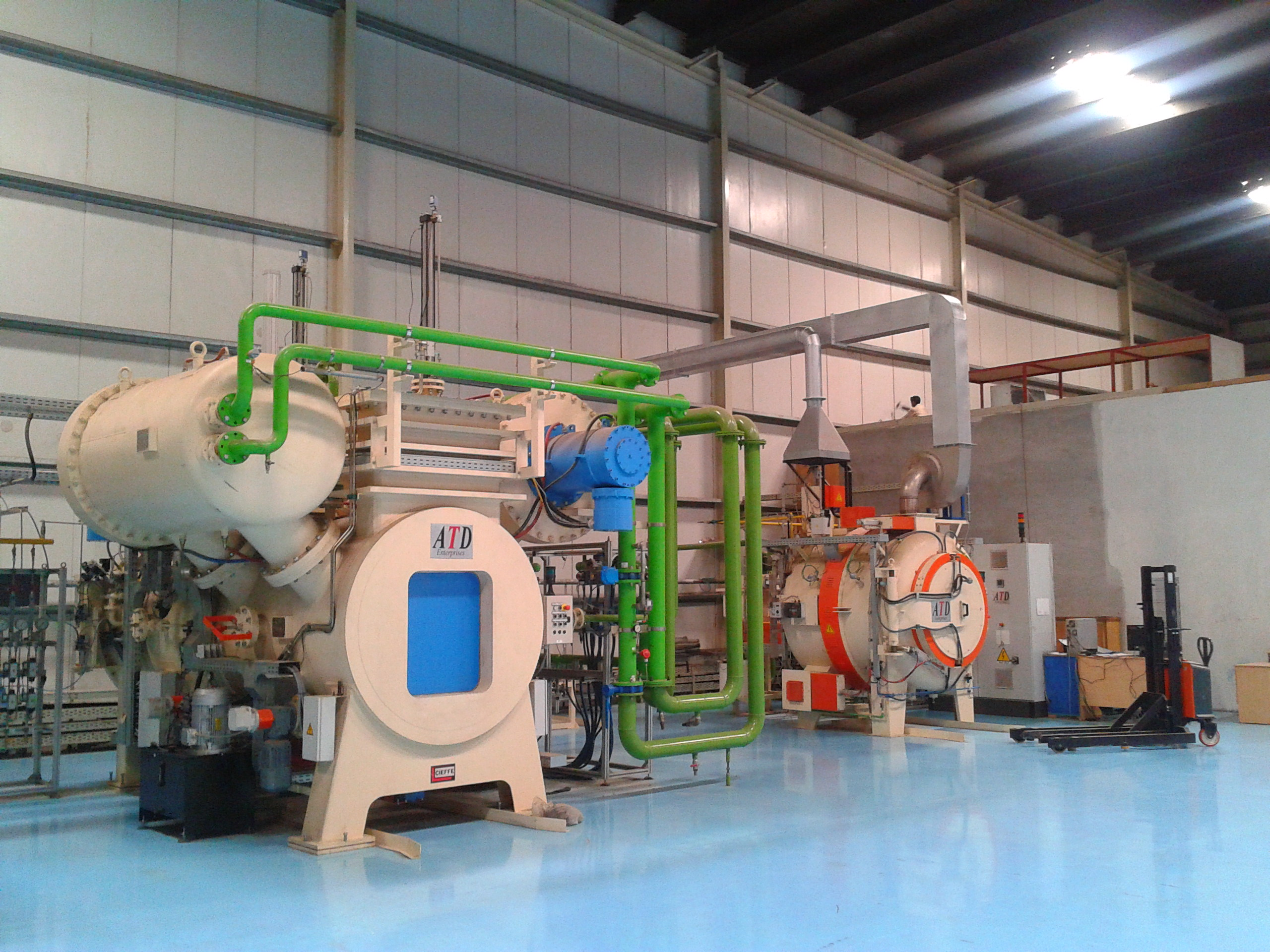
Um forno a gás moderno informatizado cementação.

Cementação é o tratamento termoquímico que consiste em se introduzir carbono na superfície do aço pelo mecanismo de difusão atômica com o objetivo de se aumentar a dureza superficial do material, depois de convenientemente temperado. Quando o ferro ou o aço é rapidamente resfriado por têmpera, o maior teor de carbono na superfície exterior torna-se duro através da transformação da austenita em martensita, enquanto que o núcleo permanece macio e resistente (tenaz) como uma microestrutura ferrítica e/ou perlita.
A cementação tem sido usada por um longo tempo. No entanto, este processo evoluiu com os avanços nas técnicas de tratamento de calor que têm melhorado a dureza e durabilidade dos produtos, como molas de arame de aço ao carbono e forjadas com aço ao carbono. A parte do gás-carburado (nitreto de carbono) pode ser dito a consistir de um material compósito, em que a superfície carburada é dura, mas o núcleo inalterado é mais macio e dúctil. O tratamento térmico é a aplicação combinada de aquecimento e resfriamento, em determinado período de tempo, em condições controladas, com a finalidade de dar ao material propriedades especiais. Segundo a aplicação, classificam-se em: normalização, recozimento, têmpera e revenido.

## Método e aplicação
A carburação do aço é composta por um tratamento através do calor da superfície metálica utilizando uma fonte de carbono. Carburação pode ser utilizada para aumentar a dureza da superfície de aço de baixo carbono. Muitas peças mecânicas necessitam ter elevada dureza externa para resistirem ao desgaste. Essas peças geralmente possuem um aço com baixa porcentagem de carbono.

### Tipos
Existem 3 tipos de cementação:
- Cementação sólida;
- Cementação gasosa;
- Cementação líquida.

## Alterações dimensionais
É virtualmente impossível ter um peça de trabalho passando por cementação sem ter algumas alterações dimensionais. A quantidade destas mudanças varia com base no tipo de material que é usado, o processo de cementação que o material sofre e do tamanho e forma da peça de trabalho original. No entanto as alterações são pequenas em comparação com as operações de tratamento térmico.
| Trabalho das propriedades dos materiais | Efeitos da cementação                                                                                    |
| --------------------------------------- | --- |
| Mecânico                                | - O aumento da dureza superficial - Aumento da resistência ao desgaste - Aumento da fadiga/tração forças |
| Físico                                  | - Pode ocorrer o crescimento do grão - Mudança no volume podem ocorrer                                   |
| Químico                                 | - Aumento do teor de carbono da superfície                                                               |

### Material da peça
Normalmente, os materiais que são carbonizados são de baixo carbono e de ligas de aços com teor de carbono inicial variando de 0,2 para 0,3%. A superfície da peça de trabalho deve ser livre de contaminantes, tais como óxidos de óleo, soluções alcalinas, que impedem ou dificultam a difusão de carbono na superfície da peça.